# Protó
En física, el protó és una partícula subatòmica amb càrrega elèctrica positiva d'1 e (1,6 × 10-19 C). El protó es classifica com a barió, i està compost per tres quarks (uud). L'antipartícula corresponent, l'antiprotó, té les mateixes característiques que el protó però amb càrrega elèctrica negativa.
Juntament amb els neutrons, els protons formen part del nucli atòmic, mentre que els electrons es mouen al seu voltant. El nombre atòmic (Z) ve donat per la quantitat de protons present al nucli. El nucli de l'isòtop més comú de l'hidrogen està format per un sol protó. En química i bioquímica, s'utilitza el terme protó per a referir-se a l'ió de l'hidrogen en dissolució aquosa.
El protó és estable per si mateix. En alguns tipus poc comuns de desintegració radioactiva s'emeten protons lliures, i el resultat de la descomposició de neutrons lliures en altres desintegracions. Com a protó lliure, té la facilitat de recollir un electró i convertir-se en hidrogen neutre, el qual pot reaccionar químicament amb molta facilitat. Protons lliures poden existir en plasmes, els raigs còsmics o en el vent solar.

## Història
El 1886, Eugen Goldstein va descobrir els raigs anòdics i va demostrar que eren partícules amb càrrega positiva (ions) produïts a partir dels gasos. En variar els gasos que hi havia dins dels tubs, observava que tenien valors diferents de relació entre càrrega i massa, per la qual cosa no es va poder identificar la càrrega positiva amb una partícula, a diferència de les càrregues negatives dels electrons, descobertes per Joseph John Thomson.
Després del descobriment del nucli atòmic per Ernest Rutherford el 1911, Antonius Van den Broek va proposar que el lloc de cada element de la taula periòdica (el seu nombre atòmic) era igual a la seva càrrega nuclear. Això va ser confirmat experimentalment per Henry Moseley, el 1913, utilitzant espectres de raigs X. El 1917 (en experiments publicats el 1919), Rutherford va demostrar que el nucli d'hidrogen era present en altres nuclis, resultat general que es descriu com el descobriment del protó. Es va adonar que, bombardejant partícules alfa en gas nitrogen pur, els seus detectors de centelleig mostraven els signes dels nuclis d'hidrogen. Rutherford va determinar que l'hidrogen només podia venir del nitrogen i que, per tant, havien de contenir nuclis d'hidrogen. Un nucli de nitrogen es desintegrava per l'impacte de la partícula alfa, i formava un àtom d'oxigen -17 en el procés. Aquest va ser el primer experiment de reaccions nuclears: ¹⁴N + α → 17O + p. El nucli d'hidrogen és, per tant, present en altres nuclis com una partícula elemental, allò que Rutherford anomenà el protó, després del singular neutre de la paraula grega que significa 'primer', πρῶτον.

## Descripció
Els protons estan compostos de tres quarks de 1/2 espín,
i es classifiquen com a barions (un subtipus d'hadrons). Els dos quarks a dalt i un quark a baix dels protons es mantenen units per la interacció nuclear forta. El protó té una distribució de càrrega positiva i decau de manera exponencial amb una mitjana de quadrats ràdio d'aproximadament 0,8 fm.
Els protons i els neutrons són nucleons, units en el nucli per la força nuclear forta. L'isòtop més comú de l'hidrogen és un nucli amb un protó. Els nuclis dels isòtops d'hidrogen pesant (deuteri i triti) contenen un protó i un o dos neutrons, respectivament. Tots els altres tipus d'àtoms estan compostos de dos o més protons i diferent nombre de neutrons. El nombre de protons en el nucli determina les propietats químiques de l'àtom i, per tant, l'element químic es representa pel nombre de protons en un nucli (Z). Per determinar els isòtops d'un element, es fa servir també el nombre de neutrons (N) sumant tots els nucleons, i es coneix com a nombre màssic (A). Així doncs, per a classificar els isòtops d'un element s'utilitza la notació Z
AXx.

## Estabilitat
La desintegració espontània dels protons lliures mai ha estat observada, per la qual cosa es considera el protó com una partícula estable. Tot i això, algunes teories de gran unificació de la física de partícules prediuen que el protó té un temps de vida de l'ordre de 1036 anys, i les recerques experimentals han establert límits inferiors de la vida mitjana del protó per a diversos productes de desintegració.
Els experiments en el detector de partícules Super-Kamiokande, al Japó, va donar com a límits inferiors de vida mitjana d'un protó 6,6×1033 anys i va ser observat per l'emissió de la decadència d'un antimuó i pió neutre, i 8,2 × 1033 anys de la decadència d'un positró i un pió neutre.
p → e+ + π0
p → μ + π0
Un altre experiment en l'Observatori de Neutrins de Sudbury, al Canadà, observà els raigs gamma resultants dels nuclis residuals derivats de la desintegració d'un protó de l'oxigen-16. Aquest experiment va ser dissenyat per detectar les desintegracions de qualsevol tipus de partícula, i es va establir un límit inferior per a la vida del protó de 2,1 x 1029 anys.
També és sabut que els protons es transformen en neutrons durant el procés de captura d'electrons (també anomenada desintegració beta inversa). En els protons lliures, aquest procés no es produeix espontàniament, però quan s'alimenten d'energia l'equació és:
p+ + e- → n + νe
El procés és reversible, els neutrons poden convertir de nou en protons per la desintegració beta, una forma comuna de la desintegració radioactiva. De fet, un neutró lliure es desintegra d'aquesta manera amb una vida mitjana d'uns 15 minuts.

## Quarks i la massa del protó
En la cromodinàmica quàntica, la teoria moderna de la força nuclear, la major part de la massa del protó i el neutró s'explica per la relativitat especial. La massa del protó és aproximadament vuitanta vegades més gran que la suma de les masses en repòs dels quarks que el componen, mentre que els gluons tenen massa en repòs zero. L'energia extra dels quarks i gluons en una regió dins d'un protó, en comparació amb l'energia dels quarks i gluons en el buit quàntic, en representa més del 98% de la massa.
La dinàmica interna del protó és complexa, perquè estan determinats per l'intercanvi de quarks i gluons, i la interacció amb diferents condensats de buit. La xarxa quàntica ofereix una manera de calcular la massa del protó directament de la teoria de l'exactitud, en principi. Els càlculs més recents afirmen que la massa es determina amb una precisió de 4%, sens dubte una precisió d'1%. Aquestes afirmacions són objecte de controvèrsia, ja que els càlculs encara no es poden fer amb els quarks com la llum com ho són en el món real. Això significa que les prediccions es troben en un procés d'extrapolació, que pot introduir-hi errors sistemàtics. És difícil saber si aquests errors es controlen adequadament, perquè les quantitats que es comparen amb els experiments són les masses dels hadrons, que es coneixen per endavant.
Aquests càlculs de masses recents es realitzen per superordinadors, i com va assenyalar Boffi i Pasquini: "encara falta una descripció detallada de l'estructura del nucleó, perquè […] el comportament requereix un tractament no pertorbatiu i/o numèric...".

## Radi de càrrega
El valor acceptat internacionalment del radi de càrrega dels protons és 0,8768 fm (vegeu ordres de magnitud per comparació amb altres mides). Aquest valor es basa en mesures relacionades amb un protó i un electró.
El 5 de juliol 2010, un equip internacional d'investigadors va ser capaç de fer mesures en un protó i una càrrega negativa de muons. Després d'una llarga i acurada anàlisi de les mesures, l'equip va arribar a la conclusió que l'arrel quadrada mitjana del radi de càrrega d'un protó és 0,84184(67) fm, que difereix en 5,0 desviacions estàndard de la CODATA, valor de 0.8768(69) fm".
L'equip de recerca internacional que obtingué aquest resultat en el Paul-Scherrer-Institut (PSI), a Villiger (Suïssa), inclou científics de l'Institut Max Planck d'Òptica Quàntica (MPQ) de Garching, la Ludwig-Maximilians-Universität (LMU) de Múnic i l'Institut für Strahlwerkzeuge (IFWS) de la Universitat de Stuttgart (ambdues d'Alemanya), i la Universitat de Coimbra, Portugal. Intenten explicar la discrepància entre els càlculs i els experiments. En cas de no observar errors, es torna a examinar els resultats dels dos anteriors experiments d'alta precisió dels mesuraments i càlculs complicats. Si no es troben errors, podria ser necessari tornar a examinar el món de la teoria fonamental més precisa i fer millors prediccions: l'electrodinàmica quàntica.

## Protons en la química

### Nombre atòmic
En química, el nombre de protons en el nucli d'un àtom es coneix com el nombre atòmic (Z), que determina l'element químic al qual pertany l'àtom. Per exemple, el nombre atòmic del clor és 17, la qual cosa significa que cada àtom de clor té 17 protons i que tots els àtoms amb 17 protons són àtoms de clor. Les propietats químiques de cada àtom es determina pel nombre d'electrons, que per als àtoms neutres és igual a la quantitat de protons perquè la càrrega total n'és zero. Per exemple, un àtom de clor neutre té 17 protons i 17 electrons, mentre que un ió de clor Cl- té 17 protons i 18 electrons, per la qual cosa resulta una càrrega total de -1.
Tots els àtoms d'un element donat no són necessàriament idèntics, ja que el nombre de neutrons pot variar per a formar els diferents isòtops, i els nivells d'energia poden variar en la formació de diferents isòmers nuclears.

### Ió hidrogen
En química, el terme protó es refereix al catió d'hidrogen, H+. Atès que el nombre atòmic de l'hidrogen és 1, un ió d'hidrogen no té electrons i correspon a un nucli nu, que consta d'un sol protó. En aquest context, un emissor de protons és un àcid, mentre que un receptor de protons és una base. El mateix protó és unes 1.800 vegades més petit que un àtom d'hidrogen i per tant, és extremadament reactiu. El protó lliure té una vida molt curta en els sistemes químics, ja que reacciona ràpidament amb qualsevol molècula disponible. En una solució aquosa que constitueix l'ió oxidani o oxoni (H₃O+), en què el protó està unit de manera covalent a una molècula d'aigua. En aquest cas, es diu que l'oxidani està hidratat, però també poden existir espècies d'hidratació superior, com ara [H₅O₂]+ i [H9O₄]+.
Els isòtops de l'hidrogen són els únics que reben un nom específic. Els ions produïts per l'eliminació dels electrons d'un àtom de deuteri es coneix com un deuteró. Els ions de càrrega negativa H- es coneixen com a ió hidrur. D- es coneix com a ió deuteri. El triti s'utilitza per a l'etiquetatge isotòpic dels compostos orgànics. Els ions de triti són poc estudiats en química.

### Protons per ressonància magnètica nuclear (RMN)
En química, el terme RMN del protó es refereix a l'observació d'hidrogen-1 en els nuclis (majoritàriament orgànics) de les molècules per la ressonància magnètica nuclear. Aquest mètode utilitza l'espín del protó, que té el valor d'1/2. El nom es refereix a l'examen dels protons que es produeixen en el proti (hidrogen -1 àtom) en els compostos, i no implica que els protons lliures existeixin en el compost en estudi.

## Exposició als protons
Els experiments en la superfície lunar del Programa Apollo va determinar que més del 95% de les partícules en el vent solar són els electrons i protons, en xifres aproximadament iguals.
Com que l'espectròmetre de vent solar fa mesures contínues, es va poder mesurar com el camp magnètic de la Terra afecta l'arribada de les partícules de vent solar. Per prop de dos terços de cada òrbita, la Lluna es troba fora del camp magnètic de la Terra. En aquests moments, la densitat de protons típica és de 10 a 20 protons/cm³, amb la majoria dels protons amb velocitats d'entre 400 i 650 km/s. Durant gairebé cinc dies de cada mes, la Lluna es troba dins de la cua geomagnètica de la Terra, i en general no es poden detectar les partícules del vent solar. Per a la resta de cada òrbita lunar, la Lluna es troba en una regió de transició coneguda com a embolcall magnètic, en què el camp magnètic de la Terra afecta el vent solar, però no l'exclou del tot. En aquesta regió, el flux de partícules és reduïda, amb velocitats típiques de protons de 250 a 450 km/s. Durant la nit lunar, l'espectròmetre es veu protegit del vent solar per la mateixa Lluna i tampoc es poden mesurar les partícules de vent solar. 
La investigació es va fer per saber els efectes de la taxa de dosi de protons en la salut humana, com normalment es troben en els viatges espacials. Més específicament, hi ha esperances per a identificar quins cromosomes es deterioren i per a definir com es desenvolupa el càncer per l'exposició de protons. Un altre estudi analitza la determinació dels "efectes de l'exposició a la irradiació de protons en els punts finals neuroquímics i de comportament, incloent-hi dopaminèrgics funcionals, les amfetamines i l'aprenentatge espacial i la memòria, mesurada pel laberint de Morris". La càrrega elèctrica que rep una nau espacial a causa del bombardeig interplanetari de protons també s'ha proposat per al seu estudi. Hi ha molts més estudis que es refereixen als viatges espacials, incloent-hi els raigs còsmics galàctics i els seus possibles efectes en la salut, i protons solars en cas d'exposició.
Els experiments dels viatges espacials han demostrat la gravetat dels danys moleculars induïts per ions pesants en els microorganismes, inclosos l'artemia i els quists.

## Antiprotons
La simetria-CPT planteja fortes restriccions a les propietats relatives de les partícules i antipartícules i, per tant, està oberta a proves rigoroses. Per exemple, les càrregues dels protons i antiprotons han de sumar zero exactament. Aquesta igualtat ha estat provada en 1 a 108. La igualtat de les masses també s'ha provat en 1 a 108. Mitjançant el confinament d'antiprotons en una trampa penning, la igualtat de la càrrega a massa del protó i l'antiprotó s'ha provat en 1 de 6 × 10⁹. El moment magnètic de l'antiprotó s'ha mesurat amb un error de 8 × 10-3 en magnetrons Bohr, i es va constatar ser igual i oposada a la del protó.